# 19日
19日（じゅうくにち、じゅうきゅうにち）は、暦上の各月における19日目である。
各月の19日については下記を参照。
- 1月19日 - 1月19日 (旧暦)
- 2月19日 - 2月19日 (旧暦)
- 3月19日 - 3月19日 (旧暦)
- 4月19日 - 4月19日 (旧暦)
- 5月19日 - 5月19日 (旧暦)
- 6月19日 - 6月19日 (旧暦)
- 7月19日 - 7月19日 (旧暦)
- 8月19日 - 8月19日 (旧暦)
- 9月19日 - 9月19日 (旧暦)
- 10月19日 - 10月19日 (旧暦)
- 11月19日 - 11月19日 (旧暦)
- 12月19日 - 12月19日 (旧暦)

## 記念日・年中行事
- トークの日（ 日本）
NTTが制定。「トー(10)ク(9)」の語呂合せ。
- 食育の日（ 日本）
食育基本法に基づく「食育推進基本計画」により2005年に制定。「しょくいく(19)」の語呂合せ。